# FF Norden 02
FF Norden 02 is een Luxemburgse voetbalclub uit de gemeente Weiswampach, in het uiterste noorden van het groothertogdom. Men heeft de beschikking over sportpark Auf Dem Kiemel in Weiswampach, maar ook de complexen in Hupperdange en Reuler in de gemeente Clervaux horen bij FF Norden 02. De clubkleur is blauw. 

## Geschiedenis
Zoals de naam al aangeeft, is FF Norden 02 ontstaan in 2002 na een fusie tussen FC Les Montagnards Weiswampach en FC Blo-Giel-Hupperdange. In 2011 werd men kampioen van de 1. Divisioun, waarna promotie werd bewerkstelligd naar de Éirepromotioun, het tweede niveau. Sindsdien speelt het afwisselend in de tweede en derde klasse. 
De amateurbeker (Coupe FLF) werd in 2015 gewonnen nadat men in de finale wist af te rekenen met FC Atert Bissen.